# Cairanne
Pour le vin, voir cairanne (AOC).
Pour l’article ayant un titre homophone, voir Queyranne.
Cairanne est une commune française, située dans le département de Vaucluse en région Provence-Alpes-Côte d'Azur.

## Géographie
Cairanne est l'une des 18 communes à avoir le droit d'accoler son nom à l'AOC Côtes du Rhône Villages. La commune s'étend entre le talweg de l'Eygues, rivière torrentueuse et ses dépôts alluvionnaires. Son terroir s'abaisse graduellement de la colline de Ventabren.
| Sainte-Cécile-les-Vignes | Saint-Roman-de-Malegarde |         |
| Sainte-Cécile-les-Vignes | Cairanne                 | Rasteau |
| Sainte-Cécile-les-Vignes | Travaillan               | Violès  |

### Accès et transports
Les routes départementales 51, 69, 93 et 157 passent toutes sur la commune et rejoignent la route départementale 8 qui traverse le bourg.
L'autoroute la plus proche est l'autoroute A7.

### Relief
Le vieux village est perché au sommet du piton rocheux d'une colline dominant les terrasses de l'Aigues. Le point culminant de cette commune, baptisée le Belvédère des côtes-du-rhône, est situé à 320 mètres d'altitude.

### Sismicité
Les cantons de Bonnieux, Apt, Cadenet, Cavaillon, et Pertuis sont classés en zone Ib (risque faible). Tous les autres cantons du département de Vaucluse sont classés en zone Ia (risque très faible). Ce zonage correspond à une sismicité ne se traduisant qu'exceptionnellement par la destruction de bâtiments.

### Hydrographie
La rivière torrentueuse de l'Aygues sépare la commune de sa voisine Sainte-Cécile-les-Vignes.

### Climat
Pour des articles plus généraux, voir Climat de Provence-Alpes-Côte d'Azur et Climat de Vaucluse.
En 2010, le climat de la commune est de type climat méditerranéen franc, selon une étude du Centre national de la recherche scientifique s'appuyant sur une série de données couvrant la période 1971-2000. En 2020, Météo-France publie une typologie des climats de la France métropolitaine dans laquelle la commune est exposée à un climat méditerranéen et est dans la région climatique  Provence, Languedoc-Roussillon, caractérisée par une pluviométrie faible en été, un très bon ensoleillement (2 600 h/an), un été chaud (21,5 °C), un air très sec en été, sec en toutes saisons, des vents forts (fréquence de 40 à 50 % de vents > 5 m/s) et peu de brouillards. 
Pour la période 1971-2000, la température annuelle moyenne est de 13,7 °C, avec une amplitude thermique annuelle de 17,3 °C. Le cumul annuel moyen de précipitations est de 791 mm, avec 5,9 jours de précipitations en janvier et 3 jours en juillet. Pour la période 1991-2020, la température moyenne annuelle observée sur la station météorologique de Météo-France la plus proche, « Visan », sur la commune de Visan à 9 km à vol d'oiseau, est de 14,2 °C et le cumul annuel moyen de précipitations est de 772,7 mm. 
La température maximale relevée sur cette station est de 42 °C, atteinte le 22 août 2023 ; la température minimale est de −10,9 °C, atteinte le 2 mars 2005,,. 
Les paramètres climatiques de la commune ont été estimés pour le milieu du siècle (2041-2070) selon différents scénarios d'émission de gaz à effet de serre à partir des nouvelles projections climatiques de référence DRIAS-2020. Ils sont consultables sur un site dédié publié par Météo-France en novembre 2022.

## Urbanisme

### Typologie
Au 1er janvier 2024, Cairanne est catégorisée bourg rural, selon la nouvelle grille communale de densité à sept niveaux définie par l'Insee en 2022.
Elle est située hors unité urbaine et hors attraction des villes,.

### Occupation des sols
L'occupation des sols de la commune, telle qu'elle ressort de la base de données européenne d’occupation biophysique des sols Corine Land Cover (CLC), est marquée par l'importance des territoires agricoles (79,7 % en 2018), en diminution par rapport à 1990 (81 %). La répartition détaillée en 2018 est la suivante :
cultures permanentes (75,6 %), forêts (10,5 %), espaces ouverts, sans ou avec peu de végétation (7,4 %), zones agricoles hétérogènes (4 %), zones urbanisées (2,4 %). L'évolution de l’occupation des sols de la commune et de ses infrastructures peut être observée sur les différentes représentations cartographiques du territoire : la carte de Cassini (XVIIIe siècle), la carte d'état-major (1820-1866) et les cartes ou photos aériennes de l'IGN pour la période actuelle (1950 à aujourd'hui).

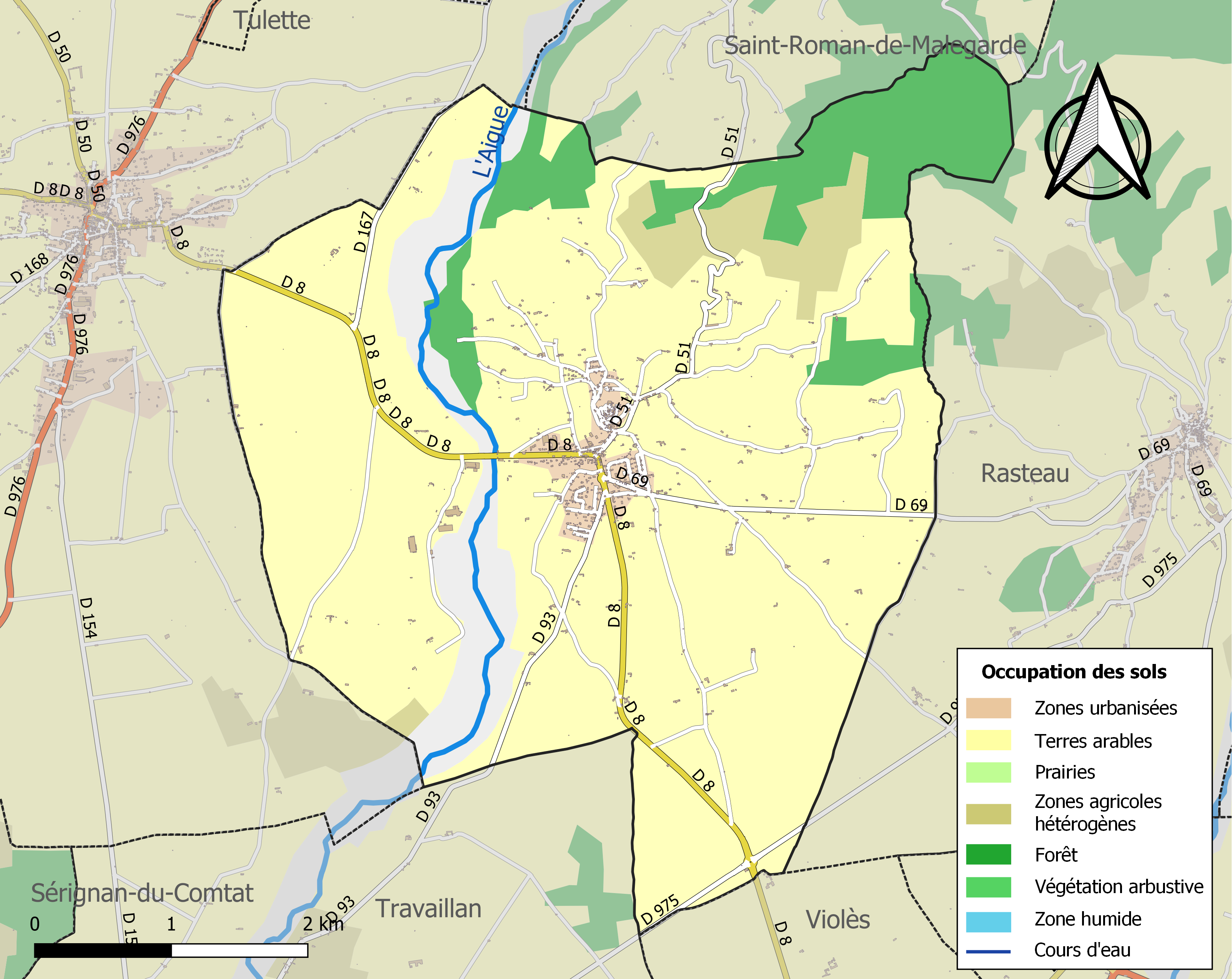
Carte des infrastructures et de l'occupation des sols de la commune en 2018 (CLC).

## Toponymie
La forme la plus ancienne est Castri Cairane, attestée en 1123. Elle dérive ensuite en Cairania (1150) puis Cayranna (1317). Ces toponymes suggèrent le nom d'un homme gallo-romain, Carus, auquel a été ajouté le suffixe -ana.

## Histoire

### Préhistoire et Antiquité
Au quartier des Échaffins, un ossuaire néolithique a livré un important mobilier funéraire (vases, poteries, pointes de flèche, etc.).
Des fouilles au quartier Saint-Martin, au lieu-dit des Plantades, ont mis au jour les futs et les bases de colonnes d'un temple, ainsi que des débris d'amphores, du numéraire, des ustensiles domestiques et une statuette de bronze de Jupiter Dispater provenant d'une villa gallo-romaine. Un monument élevé à son fils Infantus par Cassius Severianus, intendant de la Narbonnaise pour l'empereur Probus, est la preuve de son passage ou de sa résidence en ce lieu. En 280, l’empereur Probus avait annulé le décret de Domitien sur les vignes, mettant fin à la pénurie créée par l’édit de Dèce, trente ans plus tôt. Le gouverneur de la Narbonnaise Cassius Severianus ordonna de replanter massivement le vignoble en Narbonnaise et en Aquitaine.
Une tradition veut que le site de Cairanne, sur un oppidum, ait été celui de la mythique Aeria de Strabon. La présence de cette cité est revendiquée par 120 autres communes de la Drôme et de Vaucluse.

### Moyen Âge
Une autre légende tenace fait de Cairanne le siège d'une commanderie du Temple. Cette supercherie a été dénoncée par Robert Bailly qui a découvert que les archives municipales ont été falsifiées et truquées par des ajouts récents ayant trait à cet Ordre afin d'asseoir cette croyance.
Le village fut un fief des comtes de Toulouse qui, au cours du XIIe siècle, l'attribuèrent en coseigneurie aux Fouras, Mormoiron, Mondragon et Mornas. Ce fut Raymond de Mornas qui le premier, en 1177, céda ses parts à l'ordre de Saint-Jean de Jérusalem.
Au cours du siècle suivant, Raymond Gaufridi de Castellane reçut en dot une partie de Cairanne lors de son mariage avec Randonne de Mondragon. En cette même année 1283, les deux époux cédèrent leurs droits, au cours du mois de septembre, au Grand Prieur de Saint-Gilles. Celui-ci se déplaça personnellement en octobre de cette année pour venir en prendre possession en faisant « hisser l'oriflamme de l'Ordre en signe de haute seigneurie ».
Les hospitaliers durent rétrocéder Cairanne au pape Jean XXII en 1320. La Révérende Chambre Apostolique - le ministère des finances pontificales - en devint Dame Foncière et le souverain pontife se réserva la dîme annuelle qui s'élevait à douze tonneaux de vin du cru.

### Renaissance
Les guerres de religion n'épargnèrent point le village. En 1563, il est attaqué et pris par les religionnaires venus de Sainte-Cécile proche. Il reste quelques mois sous leur coupe puisque la même année Fabrice Serbelloni l'investit avec ses troupes pontificales. Il est à nouveau repris par l'armée de Lesdiguières en 1588.
En 1593, Antoine de Simiane acheta la seigneurie avec tous ses droits de paréage. Deux ans plus tard, une transaction eut lieu entre lui et la Révérende Chambre. Celle-ci recevait ses directes sur Valréas et lui cédait en contrepartie ses droits sur Cairanne.
Puis, en 1623, Antoine et son fils Louis de Simiane vendirent leur fief de Cairanne à Paul de Cambis.

### Période moderne
En 1765, le village se voit doter d'un Hôpital à la suite d'un don fait par le sieur Besson, prêtre.
En 1766, une délibération du Conseil de Ville ordonna que désormais : « Les aubergistes et cabaretiers ne pourront vendre aux particuliers que du vin du lieu et en bouteilles cachetées. Les messieurs de la police sont chargés de mettre le sceau aux dites bouteilles et les vendeurs devront justifier l'origine de leur vin ».
Le 23 février 1773, Marie Joosèphe Sophie De Cambis apporta Cairanne en dot à Jean-Jacques Vidaud de La Tour. Les exigences féodales du nouveau seigneur lui furent fatales lors de la Révolution et il fut condamné à mort par la Commission populaire d'Orange le 25 juin 1794 (7 messidor an II).
Le 12 août 1793 fut créé le département de Vaucluse, constitué des districts d'Avignon et de Carpentras, mais aussi de ceux d'Apt et d'Orange, qui appartenaient aux Bouches-du-Rhône, ainsi que du canton de Sault, qui appartenait aux Basses-Alpes.

### Période contemporaine
Au XIXe siècle, la commune est surtout renommée par la qualité des fruits de ses vergers et « ses lièvres sont fort estimés ». Mais ses vins sont déjà estimés, en effet vers 1850, il y eut une forte demande de vin blanc. Celui-ci était consommé « bourru » sur les places de Saint-Étienne et Lyon où il était acheminé par chemin de fer. Ce fut au cours de ce siècle que le village médiéval fut, peu à peu, délaissé et que l'habitat descendit au pied de la colline.
Les vignerons de la commune obtinrent la dénomination côtes-du-rhône cairanne en 1953, puis leur vin fut classé en AOC côtes-du-rhône villages cairanne en 1967.

## Politique et administration
| Période                                  | Période  | Identité         | Étiquette | Qualité |
| ---------------------------------------- | -------- | ---------------- | --------- | ------- |
| 1971                                     | 2001     | Gérard Pierrefeu | DVD       |         |
| 2001                                     | 2014     | Vincent Sève     | DVD       |         |
| 2014                                     | En cours | Roger Rossin     | DVD       |         |
| Les données manquantes sont à compléter. |          |                  |           |         |

### Intercommunalité
La commune fait partie de la communauté de communes Pays Vaison Ventoux, qui fait elle-même partie du syndicat mixte d'aménagement de l'Aygues et du syndicat mixte d'aménagement du bassin de l'Ouvèze (SIABO).

### Fiscalité
| Taxe                                                | Part communale | Part intercommunale | Part départementale | Part régionale |
| --------------------------------------------------- | -------------- | ------------------- | ------------------- | -------------- |
| Taxe d'habitation (TH)                              | 9,65 %         | 0,00 %              | 7,55 %              | 0,00 %         |
| Taxe foncière sur les propriétés bâties (TFPB)      | 7,96 %         | 0,00 %              | 10,20 %             | 2,36 %         |
| Taxe foncière sur les propriétés non bâties (TFPNB) | 37,98 %        | 0,00 %              | 28,96 %             | 8,85 %         |
| Taxe professionnelle (TP)                           | 00,00 %        | 17,84 %             | 13,00 %             | 3,84 %         |

La part régionale de la taxe d'habitation n'est pas applicable.

### Jumelages
- Flobecq  Belgique.
- Žďár nad Sázavou  République tchèque.

## Démographie
Les habitants de Cairanne sont appelés les Cairannais et Cairannaises.
L'évolution du nombre d'habitants est connue à travers les recensements de la population effectués dans la commune depuis 1793. Pour les communes de moins de 10 000 habitants, une enquête de recensement portant sur toute la population est réalisée tous les cinq ans, les populations de référence des années intermédiaires étant quant à elles estimées par interpolation ou extrapolation. Pour la commune, le premier recensement exhaustif entrant dans le cadre du nouveau dispositif a été réalisé en 2005.

En 2022, la commune comptait 1 121 habitants, en évolution de +5,36 % par rapport à 2016 (Vaucluse : +1,73 %, France hors Mayotte : +2,11 %).
| 1793 | 1800 | 1806 | 1821 | 1831 | 1836 | 1841 | 1846 | 1851 |
| ---- | ---- | ---- | ---- | ---- | ---- | ---- | ---- | ---- |
| 900  | 718  | 839  | 894  | 850  | 933  | 923  | 955  | 983  |

| 1856  | 1861  | 1866  | 1872  | 1876  | 1881 | 1886 | 1891 | 1896 |
| ----- | ----- | ----- | ----- | ----- | ---- | ---- | ---- | ---- |
| 1 030 | 1 120 | 1 165 | 1 074 | 1 007 | 946  | 861  | 809  | 804  |

| 1901 | 1906 | 1911 | 1921 | 1926 | 1931 | 1936 | 1946 | 1954 |
| ---- | ---- | ---- | ---- | ---- | ---- | ---- | ---- | ---- |
| 815  | 815  | 779  | 695  | 698  | 756  | 771  | 782  | 814  |

| 1962 | 1968 | 1975 | 1982 | 1990 | 1999 | 2005 | 2006 | 2010 |
| ---- | ---- | ---- | ---- | ---- | ---- | ---- | ---- | ---- |
| 889  | 871  | 809  | 840  | 863  | 850  | 847  | 871  | 983  |

| 2015  | 2020  | 2022  | - | - | - | - | - | - |
| ----- | ----- | ----- | - | - | - | - | - | - |
| 1 062 | 1 090 | 1 121 | - | - | - | - | - | - |

## Économie

### Agriculture
Les vignerons de la commune ont obtenu la dénomination Côtes-du-Rhône Cairanne en 1953, puis ce terroir fut classé en AOC « Côtes-du-Rhône Villages Cairanne » en 1967.
Les vins qui ne sont pas en appellation d'origine contrôlée peuvent revendiquer, après agrément, le label Vin de pays de la Principauté d'Orange. Les vignerons de la commune sont représentés au sein de la commanderie des Costes du Rhône, confrérie bachique, qui tient ses assises au château de Suze-la-Rousse, siège de l'Université du vin.
Le 10 février 2016, Cairanne a reçu provisoirement la désignation Cru et le 25 juin 2018, la désignation a été définitivement accordée. Sur les 1 350 ha « Côtes-du-Rhône Villages Cairanne », 1 088 ha sont désormais classés Cru.
Les volumes fixés de productions annuels sont en moyenne de 32 000 hectolitres pour le rouge et de 2 000 hectolitres pour le blanc.

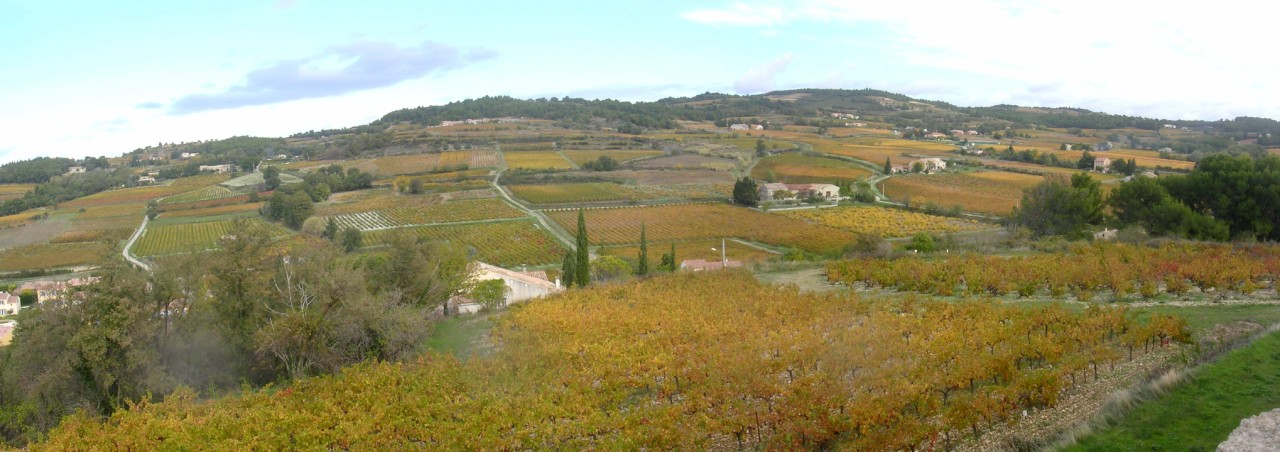
Vignoble de Cairanne.

### Tourisme

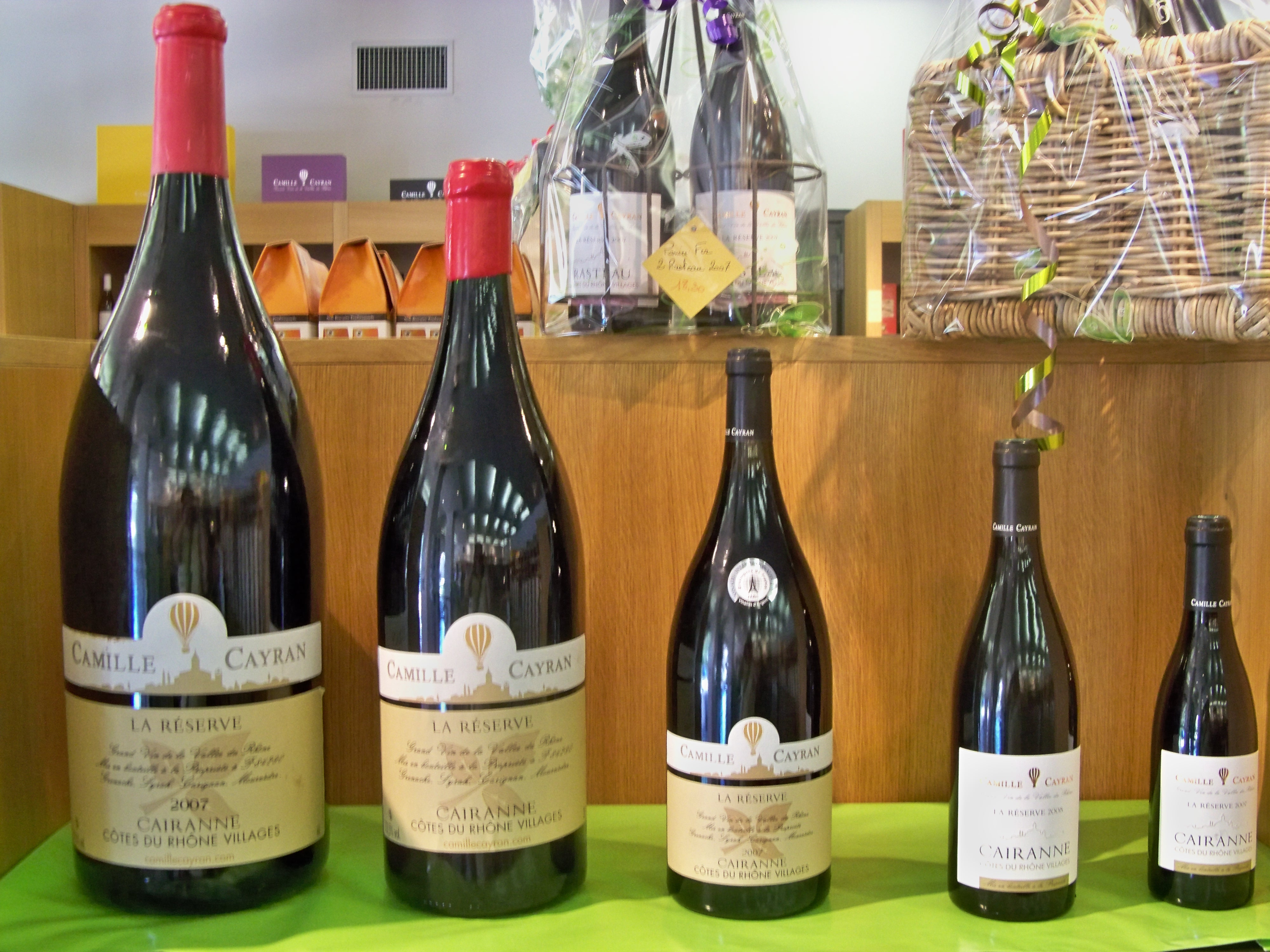
Gamme AOC Cairanne.

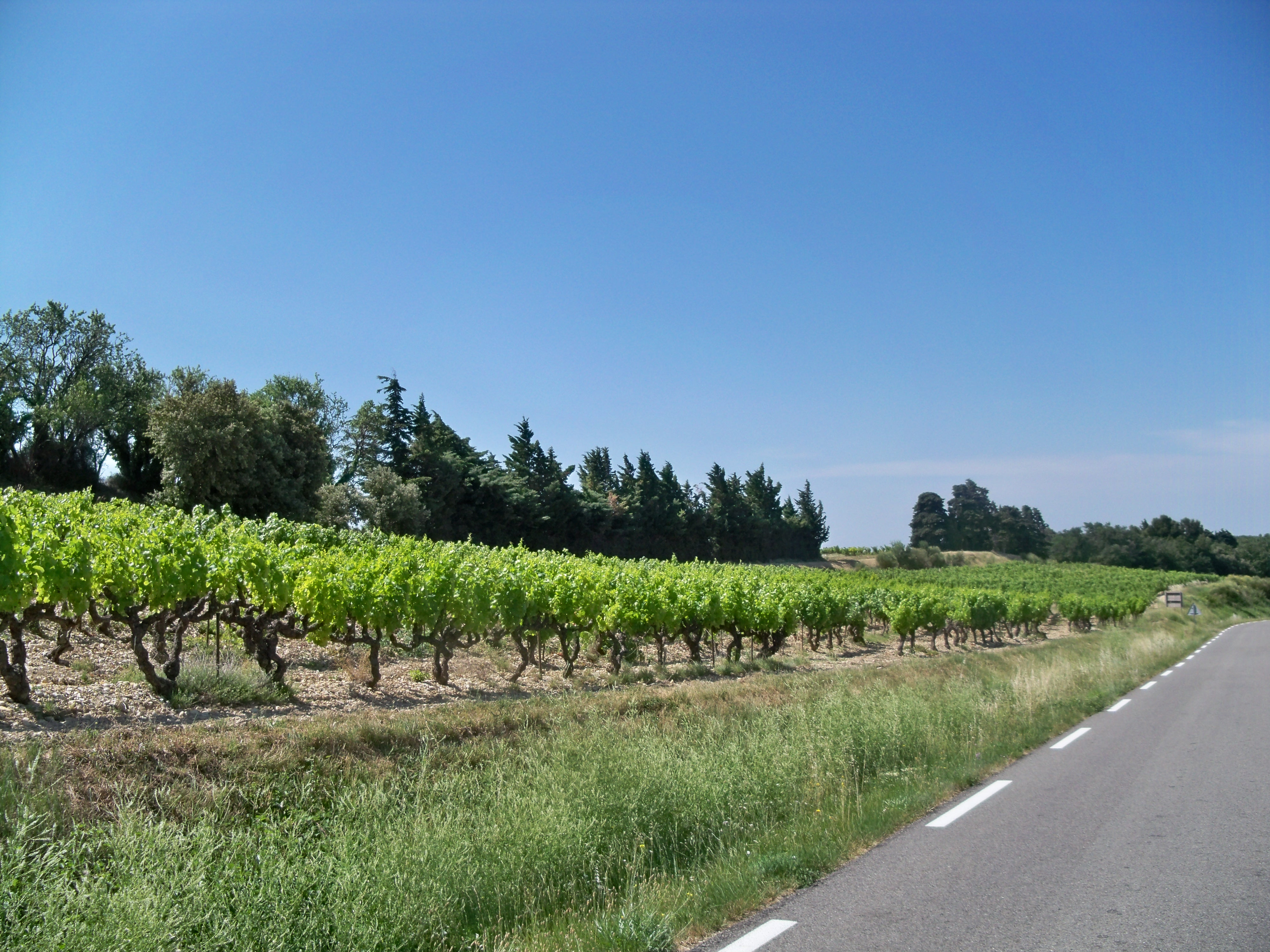
Haies de cyprès protégeant le vignoble de Cairanne contre le mistral.

L'œnotourisme recouvre de nombreuses activités de découverte : dégustation des vins, visite de caves, rencontre avec les propriétaires, découverte des métiers et techniques de la vigne, connaissance des cépages, des terroirs, des appellations, de la gastronomie locale. À cet aspect festif s'ajoutent les activités sportives et de loisirs : promenades et randonnées dans les vignobles.
Pour les touristes, une charte de qualité des caveaux de dégustation a été mise en place dans la vallée du Rhône pour l'ensemble des vignobles par Inter Rhône.
Dans le village, le Caveau du Belvédère a été le premier caveau créé dans les Côtes du Rhône en 1959, il regroupe actuellement[Quand ?] vingt vignerons et commercialise une soixantaine de vins différents.

### Artisanat et industrie
On trouve sur la commune plusieurs artisans ainsi que la Société générale des eaux de source, filiale du Groupe Castel, qui a réalisé des forages en nappe profonde pour exploiter l'eau qui en jaillit sous le nom de Sainte-Cécile et la commercialise sous la marque Cristaline. Depuis 2008, le groupe Alma, qui exploite ce site, a été cédé, au groupe Roxane, dirigé par Pierre Papillaud, et à Otsuka, groupe pharmaceutique japonais.

## Équipements ou Services

### Enseignement
La commune dispose d'une école primaire publique; l'école Yann Arthus-Bertrand, ensuite les élèves sont affectés au collège Victor-Schœlcher à Sainte-Cécile-les-Vignes, puis vers le lycée Stephane Hessel à Vaison la Romaine, ou alors le lycée de l'Arc à Orange (sous dérogation)

### Sports
On trouve sur la commune plusieurs associations à but sportif (gymnastique, club de karaté contact, zumba...).

### Santé
On trouve sur la commune un médecin, un kinésithérapeute et deux infirmières.

## Vie locale

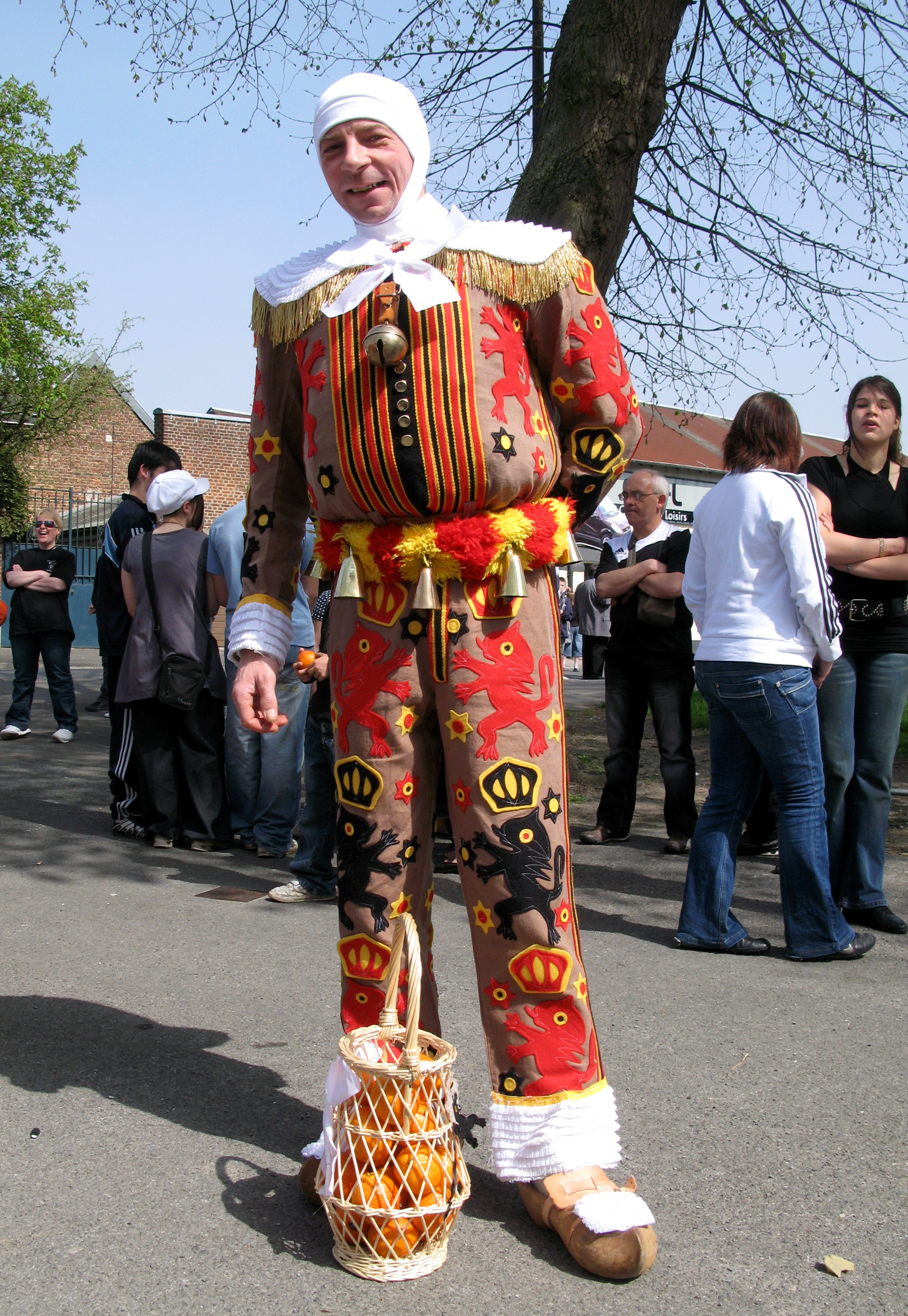
Gille avec sa tenue molletonnée, ceinturée de grelots, son bonnet blanc, ses sabots et son panier d'oranges.

### Cultes
Catholique célébré en été en l'église paroissiale Saint-André dont la construction date de 1857 sur l'emplacement d'une église plus petite au vieux village. En hiver les célébrations se déroulent en la chapelle Notre-Dame-de-la-Vigne-du-Rosaire, construction moderne dans le bas du village, dont les travaux commencés en 1961 furent achevés en 1968. Son chevet est occupé par un immense vitrail moderne dû au talent de l'abbé Roy. La paroisse catholique fait partie du diocèse d'Avignon, doyenné d'Orange Bollène.

### Écologie et recyclage
La collecte et traitement des déchets des ménages et déchets assimilés et la protection et mise en valeur de l'environnement se font dans le cadre de la communauté de communes Pays Vaison Ventoux.
Il existe une déchèterie à l'entrée de Vaison-la-Romaine et une décharge à gravats à Villedieu.

### Fête des Vins
Depuis 1974, le syndicat des vignerons de Cairanne organise une fête des Vins, le quatrième dimanche de juillet. Cette fête est animée par des fanfares (halte devant chaque stand vigneron) un défilé historique, des danses provençales et comtadines. Le grand moment reste l'arrivée des Gilles de Flobecq, ville jumelle, arborant leur bonnet blanc orné de plumes d'autruche, scandant en sabots et aux grelots le rythme de leur défilé et jetant dans la foule des oranges issues de leurs paniers.

## Culture locale et patrimoine

### Lieux et monuments
- Fontaine des Mourgues (escargots) près d'un ancien monastère[20].
- Donjon des Hospitaliers, faussement appelé des Templiers. Il est daté du XIe siècle[19], servit de mairie et il est toujours sommé de son campanile municipal. Il abrite actuellement un musée du Vin. C'est le monument le plus ancien du village. Véritable retranchement, sa porte d'accès située en hauteur n'était accessible que par une échelle. Une tradition veut que cette tour ait été trois fois plus élevée qu'actuellement[2].
- Église Saint-Vincent de Cairanne.
- Chapelle Notre-Dame-des-Excès. Elle fut église paroissiale[2]. Édifiée en 1631 contre les remparts, restaurée en 1979, elle est entourée de vignes[35].
- Chapelle Saint-Roch. Elle devint, au cours du XVIIIe siècle, église paroissiale du village[2]. Sa construction, faite, elle aussi, contre le rempart date de 1726[35].
- Chapelle Saint-Geniest, au cimetière, cet édifice roman (XIe siècle), entra dans la manse du chapitre canonial de la basilique Saint-Pierre d'Avignon, au cours du XVIIe siècle[35].
- Remparts. Les premières fortifications datent de 1123. Puis les remparts furent remaniés à différentes époques[19]. Ils sont encore intacts par tronçons. Deux tours circulaires les épaulent toujours et de leur sommet on jouit d'une vue splendide sur le vignoble[2]. Leurs deux portes (porte Saint-Roch et porte Notre-Dame) sont toujours intactes[19].

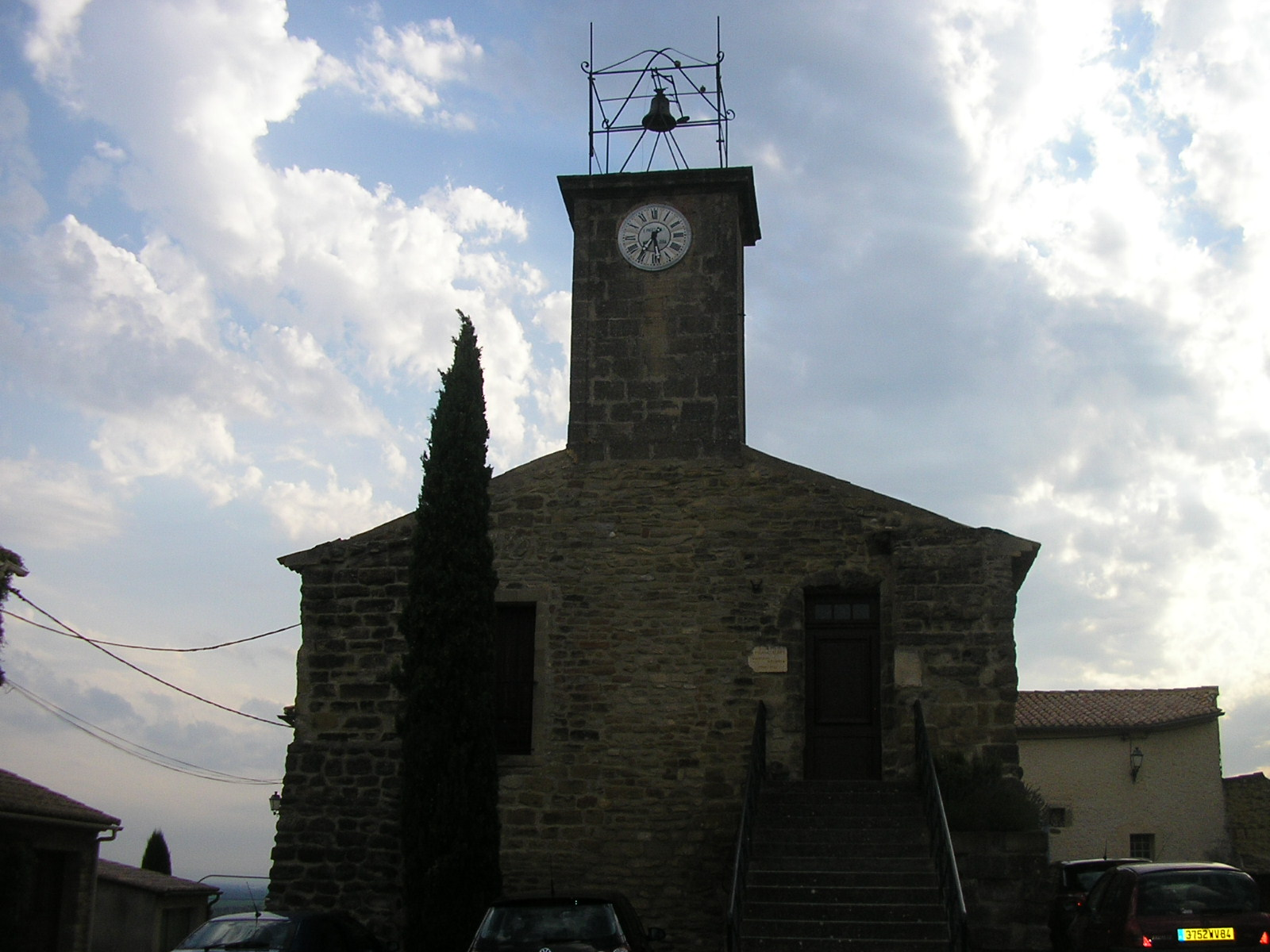
Ancien donjon, utilisé antérieurement comme mairie, actuellement salle des mariages.
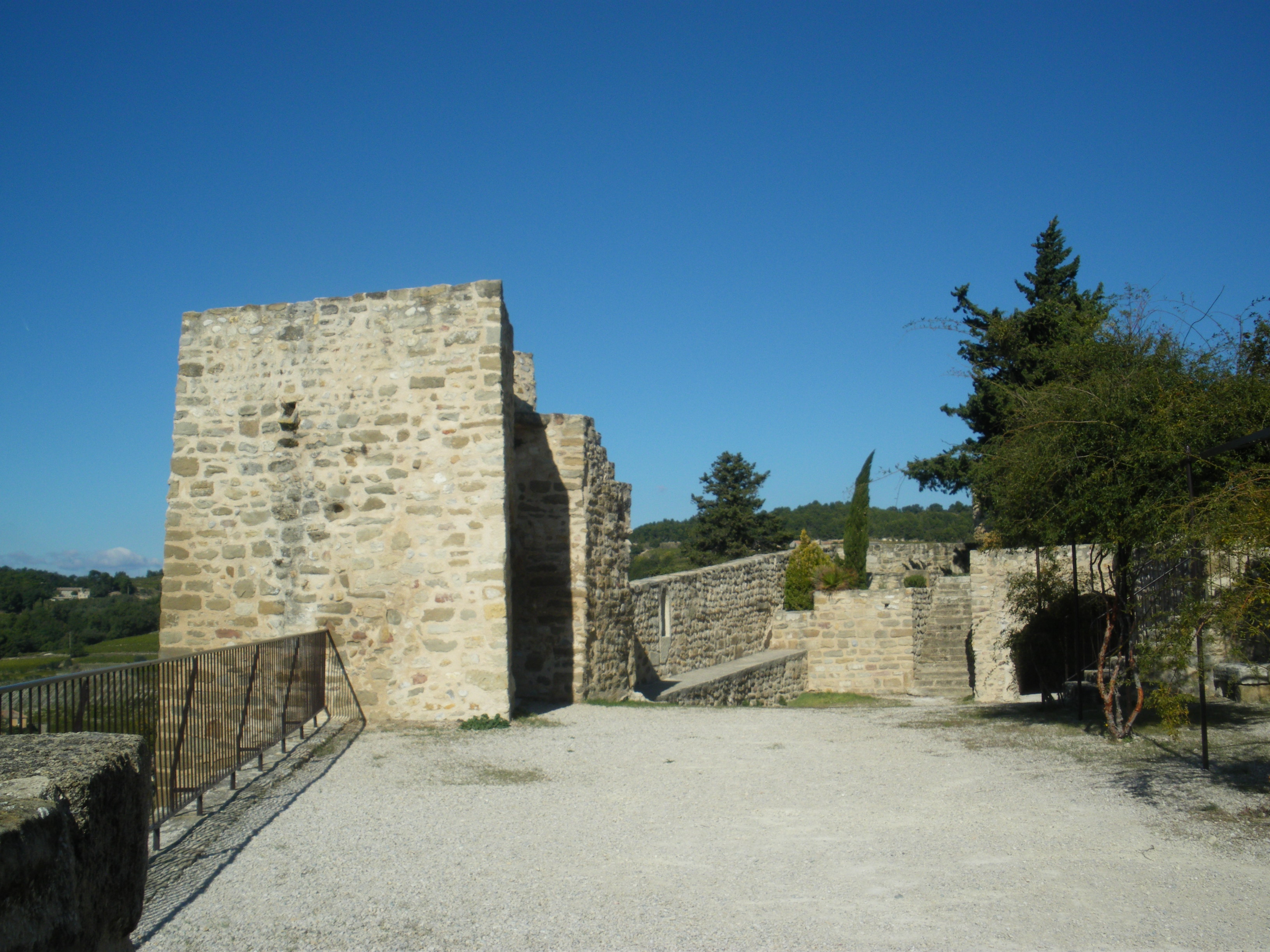
Remparts du XIVe siècle.
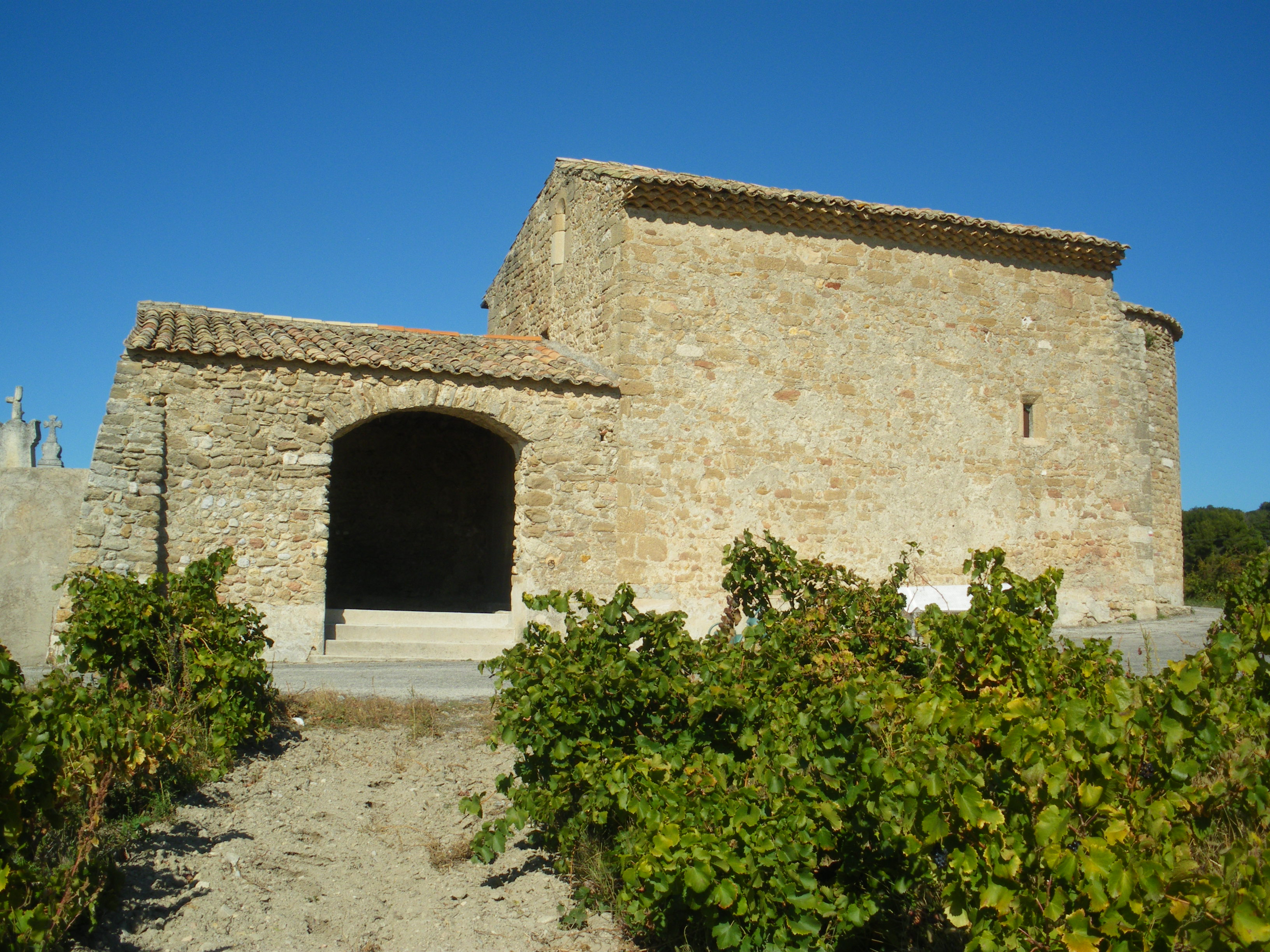
Chapelle Saint-Genies (cimetière).

### Personnalités liées à la commune
- Sauveur Colonieu, né à Cairanne en 1770, ancien député de Vaucluse.
- Henri Germain Delauze, fondateur de la Compagnie maritime d'expertises (COMEX).
- Émile Fournier (1878-1966), artiste peintre, auteur de nombreux paysages de la région de Cairanne.

### Héraldique
| Blason de Cairanne | Blason  | De gueules au château masuré de deux tours d'or, ouvert et ajouré du champ, maçonné de sable, accompagné en chef d'une étoile et en pointe d'une clef posée en fasce, le panneton en bas, le tout aussi d'or.                          |
| Blason de Cairanne | Détails | Adopté en 1980. |
| Blason de Cairanne | Alias   | De gueules au château de deux tours d'or, ouvert et ajouré du champ, maçonné de sable, accompagné en chef d'une étoile et en pointe d'une clef posée en fasce, le panneton en bas, le tout aussi d'or. Version utilisée par la mairie. |